# 849 Ara
A 849 Ara (ideiglenes jelöléssel 1912 NY) a Naprendszer kisbolygóövében található aszteroida. Szergej Beljavszkij fedezte fel 1912. február 9-én.